# Estoński ruch oporu

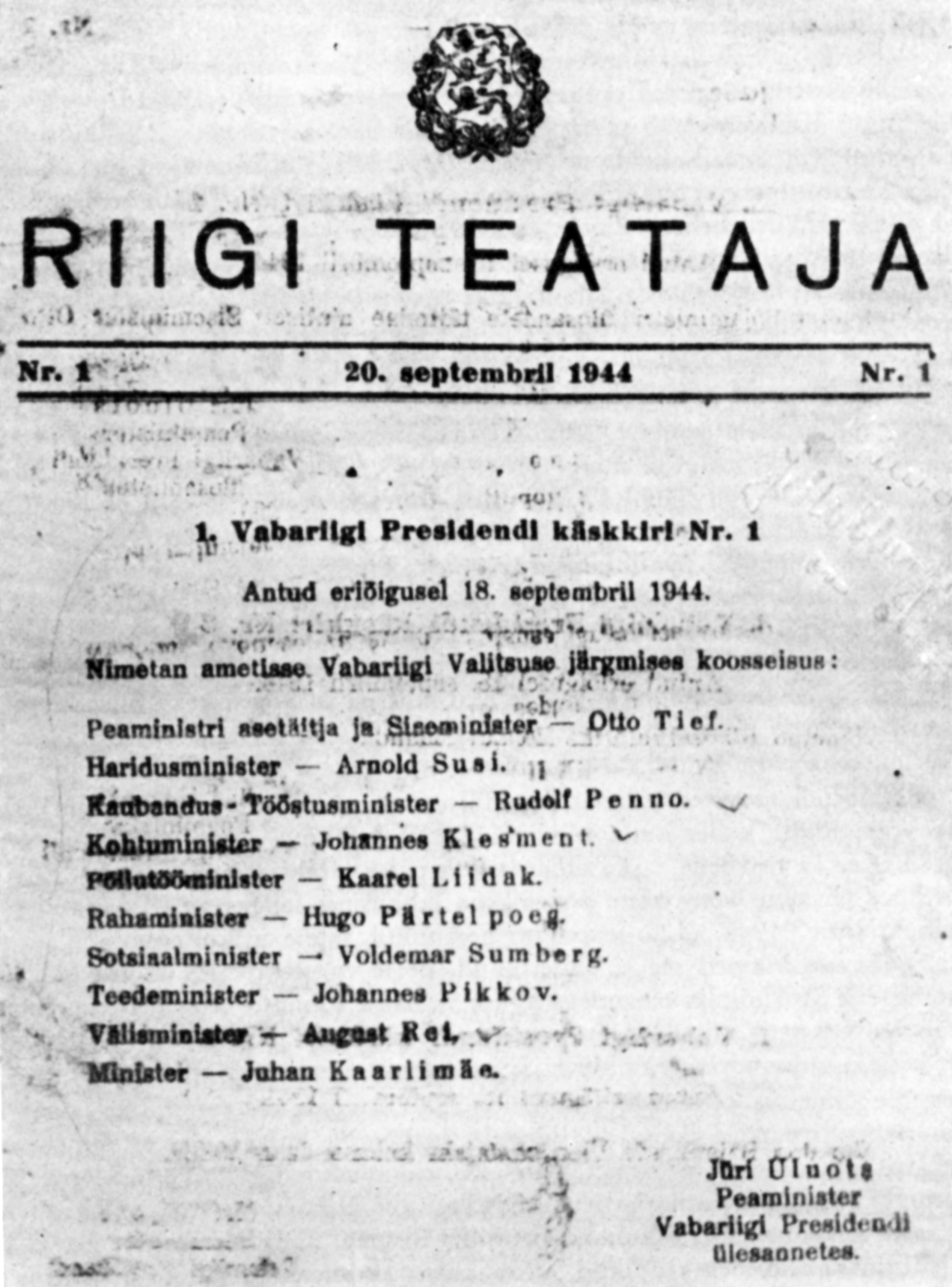
Informacja dotycząca powołania Estońskiego Rządu Narodowego

Estoński ruch oporu był mniej dynamiczny i nie działał na szeroką skalę jak w innych okupowanych krajach Europy. Powodem tego były stosunkowo łagodne działania hitlerowskich władz okupacyjnych względem Estończyków, zwłaszcza w porównaniu do poprzedniej represyjnej radzieckiej okupacji Estonii (1940-1941). Ruch podzielony był na organizacje proniepodległościowe i proradzieckie.
Mimo początkowych przyjaznych nastrojów wobec Niemców, którzy przez wielu Estończyków uznawani byli za wyzwolicieli spod radzieckiej okupacji, w ciągu pierwszych miesięcy wojny stopniowo przyjaźń ustępowała wrogości wobec nowego okupanta. Plany stworzenia niepodległego rządu estońskiego zostały odrzucone, Alfred Rosenberg utworzył Komisariat Rzeszy Wschód, który obejmował terytoria krajów bałtyckich.
Oburzenie ludności cywilnej przybrało na sile w 1942 roku, gdy Niemcy nałożyli przymus obowiązkowej służby wojskowej dla mężczyzn i zmniejszono racje żywności. Lider prohitlerowskich estońskich nacjonalistów Hjalmar Mäe (przewodniczący Estońskiego Dyrektoriatu) stracił zaufanie większej części społeczeństwa ze względu na krytykę przedwojennego prezydenta Konstantina Pätsa. Niechęć lidera nacjonalistów przyczyniła się do jeszcze większego podzielenia Estończyków. Ruch oporu w kraju podzielił się na proniepodległościowy i proradziecki.
Ruch proniepodległościowy liczył na wsparcie aliantów zachodnich, domagał się zbliżenia ze Szwecją i Finlandią. Główną siłą antyniemiecką była "Vaba Eesti Võitlusrinne". Organizacja powstała w sierpniu 1942 roku, na jej czele stali Juhan Reigo i Endel Inglist. Organizacja publikowała podziemne pisma "Vaba Eesti" (ukazało się 14 wydań) i "Võitlev Eestlane". 6 stycznia 1943 przywódcy ruchu niepodległościowego, którzy przeżyli represje radzieckie, spotkali się w Sztokholmie.
Ruch opozycyjny utworzył w marcu 1944 Komitet Narodowy Republiki Estońskiej (Eesti Vabariigi Rahvuskomitee). Komitet składał się z działaczy przedwojennych partii opozycyjnych. EVR miał na celu utworzenie niepodległego rządu Estonii, gdy wojska hitlerowskie wycofają się z kraju pod naporem Armii Czerwonej. Estoński Rząd Narodowy został ogłoszony 18 września 1944, powołano niezależne jednostki wojskowe, które zajęły następnie budynki rządowe nazistowskiego okupanta w Toompea.
Przywódca rebelii admirał Johan Pitka został zabity w czasie walk w Tallinnie. Próba powołania niezależnego rządu nie udała się. Niemcy aresztowali większość członków spisku. Niewielka liczba Estończyków była zaangażowana w zbrojny ruch oporu w czasie II wojny światowej, działalność ograniczała się do wydawania nielegalnych wydawnictw, szpiegostwa i sabotażu przeprowadzanego przez partyzantkę proradziecką.